# アルビオン郡区 (アイオワ州バトラー郡)
アルビオン郡区は、アメリカ合衆国、アイオワ州、バトラー郡にある16の郡区の一つである。2000年の国勢調査で、人口は2040人だった。

## 地理
アルビオン郡区は、93.1平方キロメートル（35.94平方マイル)で、Parkersburgが含まれる。アメリカ地質調査所によると、この郡区はCodnerとParker Burial GroundsとSaint Clair Gravelの3つの霊園が含まれる。